# Iulotrichia buzurata
Iulotrichia buzurata är en fjärilsart som beskrevs av W. Warren 1894. Iulotrichia buzurata ingår i släktet Iulotrichia och familjen mätare. Inga underarter finns listade i Catalogue of Life.